# Eparchia kliniecka
Eparchia kliniecka – jedna z eparchii Rosyjskiego Kościoła Prawosławnego, z siedzibą w Klińcach. 
Eparchia została erygowana decyzją Świętego Synodu Rosyjskiego Kościoła Prawosławnego z 29 maja 2013 poprzez wydzielenie z eparchii briańskiej i siewskiej. Od momentu powstania jest częścią składową metropolii briańskiej.

## Biskupi klinieccy
- Sergiusz (Bułatnikow), 2013–2014[2]
- Włodzimierz (Nowikow), od 2015[3]

## Monaster
Na terenie eparchii działa żeński monaster Zaśnięcia Matki Bożej w Klińcach.